# Veruschka
Vera Gräfin von Lehndorff-Steinort (nome artístico: Veruschka ou Veruschka von Lehndorff) (Königsberg,  14 de maio de 1939) é uma ex-modelo, manequim, atriz e artista alemã, famosa nos anos 60 quando era uma das principais supermodelos do mundo da moda. Seu pai, Heinrich Graf von Lehndorff-Steinort, fez parte da resistência militar à Adolf Hitler nos últimos anos da II Guerra Mundial e foi executado após o atentado contra a vida do Führer, em julho de 1944.

## Biografia
Veruschka nasceu na então Prússia Oriental, região da Alemanha ao longo do Mar Báltico, e por algum tempo desfrutou de uma vida de riqueza, vivendo numa grande casa dentro de uma enorme propriedade pertencente à sua família por séculos. Sua mãe foi a condessa Gottliebe von Kalnein e seu pai um conde e oficial da reserva do exército, que tornou-se um dos membros chave da resistência militar alemã a Hitler ao final da guerra, após assistir à execução de judeus russos por tropas da SS na União Soviética ocupada. Quando ela tinha cinco anos, seu pai foi executado depois do fracassado complô contra a vida de Hitler, em 20 de julho de 1944. Após sua morte, a família foi enviada para um campo de trabalhos forçados até o fim da II Guerra Mundial. Ao fim da guerra, sua família não tinha onde morar, mudando-se constantemente, e na adolescência ela estudou em treze escolas diferentes.

### Carreira

Veruschka em Blow-Up, com David Hemmings, filme que a tornaria uma celebridade mundial.

Veruschka estudou artes em Hamburgo e depois mudou-se para Florença para estudar design em tecidos, quando, aos 20 anos, foi descoberta por um fotógrafo, apresentada a Eileen Ford, dona da Ford Models, e tornou-se modelo profissional. Loira, magérrima, de traços fortes e com nada menos que 1,90 m de altura e calçando 43, seu tipo exótico fez grande sucesso na moda durante os anos 60 e 70, quando tornou-se uma das maiores modelos do mundo, desfilando para os grandes estilistas, fotografando para a capa das maiores publicações do ramo como Vogue, Harper's Bazaar e sendo reportagem de capa por duas vezes da revista LIFE, uma das maiores revistas semanais de atualidades da época. Richard Avedon certa vez a descreveu como "a mulher mais bela do mundo".
Uma das modelos e celebridades mais relacionadas ao período da Swinging London, junto com Twiggy e Jean Shrimpton, uma Era em que Londres exportava moda, cultura, artes e estilo de vida para o mundo, sua popularidade internacional aumentou ainda mais ao aparecer por breves minutos como ela mesma no consagrado filme Blow-Up, de Michelangelo Antonioni, que fazia um retrato clássico dessa época hedonista.
Veruschka trabalhou com Andy Warhol e Salvador Dali e em seu auge ganhava US$10 mil por dia. Em 1975, entretanto, afastou-se do mundo da moda, e nas décadas seguintes trabalhou esporadicamente como atriz em alguns filmes, fazendo apenas algumas aparições como manequim, como em 1995, aos 56 anos, quando desfilou a coleção outono/inverno do estilista Thierry Mugler. Hoje vive no Brooklyn, em Nova York, onde organiza eventos de arte.

## Citação
A moda não é sobre você ser bonita. É sobre nunca ser esquecida por um fotógrafo depois que ele colocar os olhos em você".

## Filmografia
- Blow-Up (1966)
- Veruschka: Poetry of a Woman (1971)
- Salomé (1972)
- Cattivi pensieri (1976)
- Couleur chair (1978)
- Milo-Milo (1979)
- Bizarre Styles (1981)
- Dorian Gray im Spiegel der Boulevardpresse (1984)
- Vom Zusehen beim Sterben (1985)
- A Prometida (1985)
- Orchestre rouge, L (1989)
- Veruschka - Die Inszenierung (m)eines Körpers (2005)
- Cassino Royale (2006)